# George Mosse
George Lachmann Mosse, nato Gerhard Lachmann-Mosse (Berlino, 20 settembre 1918 – Madison, 22 gennaio 1999), è stato uno storico tedesco naturalizzato statunitense che si è occupato soprattutto di nazismo, ma ha approfondito anche molti altri temi della storia contemporanea, unendo alla prospettiva storica anche quella sociologica e antropologica. Il suo libro La nazionalizzazione delle masse è considerato il «best seller della storiografia del nazismo» ed è collocato dagli studiosi fra i «contributi storiografici più importanti e originali degli studi che spiegano la sua origine». Fu fondatore, con lo storico Walter Laqueur, della nota rivista accademica Journal of Contemporary History.

## Biografia
Mosse nasce in una famiglia ebrea «della grande borghesia» tedesca molto ricca e proprietaria di un impero editoriale che comprendeva diversi giornali, fondato dal suo nonno materno Rudolf Mosse e diretto da suo padre Hans Lachmann-Mosse, oltre a una agenzia di pubblicità che diventerà ben presto la più grande della Germania. George ha un carattere non facile, è irriverente, dispettoso e anticonformista, «un vero outsider» secondo lo storico italiano Emilio Gentile. A quattordici anni, nel 1932, partecipa a un raduno nazista dove l'oratore principale è proprio Hitler e, racconta, ne è letteralmente affascinato, e tanto influenzato e "trascinato" dal carisma del führer che grida anche lui, come tutti gli altri filonazisti: "morte agli ebreiǃ".
Il 30 gennaio 1933 i nazisti salgono al potere e come risultato, pochi mesi dopo, le proprietà dei Mosse, compreso il loro impero editoriale, vengono confiscate dal nuovo regime, un segnale che convince il padre Hans e la madre Felicia a riparare in Francia prima dell'intensificarsi della persecuzione. George, a quel tempo, era in un collegio nel sud della Germania e precisamente a Salem, ma il 31 marzo riesce a prendere fortunatamente l'ultimo traghetto che attraversava il lago di Costanza: lo fa pochi minuti prima che entrasse in vigore la legge nazista che proibiva a tutti gli ebrei di lasciare la Germania senza un permesso speciale. Dopo essersi ricongiunto con i suoi genitori a Parigi, viene mandato in una scuola in Inghilterra per completare gli studi, prima alla Bootham School di York, poi nel 1937 al Downing College della Università di Cambridge. Negli anni seguenti, i venti di guerra che soffiano in Europa gli fanno prendere la decisione di lasciare l'Inghilterra per trasferirsi negli Stati Uniti d'America, cosa che fa nell'agosto del 1939 con un viaggio in nave che gli permetterà di ricongiungersi con il padre e la sorella.
È negli Stati Uniti che Mosse continuerà i suoi studi universitari e si formerà come storico. Studia prima presso l'Haverford College dove consegue una laurea nel 1941, quindi continua gli studi a Harvard. Il suo dottorato di ricerca nel 1946 fu una dissertazione sulla storia costituzionale inglese del XVI e XVII secolo discussa dinnanzi al premio Pulitzer per la storia, Charles Howard McIlwain.
Tre anni dopo la laurea, nel 1944 incomincia a insegnare come docente di storia all'Università dell'Iowa, il primo professore ebreo con un incarico accademico in una università quacchera. Contemporaneamente il suo campo di ricerca si concentra su Niccolò Machiavelli e soprattutto sulla Riforma. I suoi interessi e campi di ricerca diventano man mano molteplici: teologia cristiana, contesto politico del XVII secolo inglese, libertà dell'individuo, lotta contro l'assolutismo politico e religioso «di cui è emblema Oliver Cromwell». Il campo di ricerca di Mosse non riguarda comunque solo il passato, per le sue indagini fa suo il pensiero di un altro importante storico italiano, Benedetto Croce, secondo il quale «ogni vera storia è storia contemporanea». Seguendo questo metodo secondo cui «un vivo interesse per il presente può spingere a indagare il passato, Mosse pensa che occorre stabilire con esso un'empatia [...] è questa per Mosse la via per ricercare origine e cause anche della catastrofe che si è abbattuta sul suo popolo», e fu così che «dalla metà degli anni 50», le ricerche di Mosse verteranno sempre più verso «la catastrofe che sconvolse l'Europa nel novecento» e le ragioni che portarono alla soluzione finale il suo popolo. Analizza però l'origine di quella catastrofe da una prospettiva diversa usando una particolare "chiave di lettura": «La via per entrare in empatia con le cause e i fatti che le hanno prodotte, per George Mosse, è la storia della cultura». Quando nel 1957 passa dall'università dell'Iowa alla Università del Wisconsin-Madison, l'area di ricerca di Mosse si amplia fino ad includere le origini culturali del nazionalsocialismo, del fascismo e dell'antisemitismo tedesco moderno. I mezzi per "indagare" su tali origini non sono solo quelli tradizionali, ma includono «non solo teologia e filosofia ma letteratura popolare, arte, tradizioni, perfino sermoni diventano essenziali per ricostruire lo spirito del tempo, il clima d'epoca», ed è con questa nuova metodologia che scopre che lo stereotipo dell'ebreo è presente già nei romanzi popolari tedeschi dell'ottocento. Per comprendere ciò che era stato alla base del nazionalismo tedesco e del suo evolversi, lo storico usa fonti, fino ad allora trascurate dalla storiografia tradizionale, e il risultato è sorprendente. Agli occhi dello storico appare un popolo, quello tedesco, spesso «disorientato dalle rapide trasformazioni economiche e sociali, che va in cerca delle proprie radici e le trova in quella cultura del movimento völkisch che ha nel recupero romantico dei valori della tradizione il suo punto di origine». Una cultura diffusa fatta di miti e simboli già predisposta «per emarginare ed escludere chi non ne faceva parte a incominciare dagli ebrei». Quindi, secondo Mosse, non solo con i problemi politici ed economici, da ora in poi, bisognava confrontarsi, ma anche prendere in considerazione la forza delle idee e  la tradizione in cui la collettività tedesca si identificava e in cui testi romantici della "letteratura popolare" riuscivano meglio di noiosi e incomprensibili testi ideologici, a formare coscienze ricettive al razzismo e all'antisemitismo.
Il 1975 è un anno importante nella "vita di storico" di George Mosse, viene dato alle stampe il suo La nazionalizzazione delle masse. Simbolismo politico e movimenti di massa in Germania (1812-1933), una pubblicazione che diventerà ben presto un testo di riferimento per molti storici moderni, in cui viene esposto il suo punto di vista sul coinvolgimento delle masse, tutte le masse, appartenenti a una qualsiasi ideologia politica che si "nazionalizzano" in presenza di precise condizioni culturali. Renzo De Felice paragonò l'importante saggio di Mosse all'Autunno del Medioevo della celebre opera dello storico olandese Johan Huizinga e a I re taumaturghi dello storico francese Marc Bloch.
Oltre ad aver insegnato all'Università del Wisconsin-Madison, è stato anche "visiting professor" dell'Università Ebraica di Gerusalemme. Da ricordare i suoi numerosi saggi sul nazionalismo tedesco, sui movimenti di massa, sui totalitarismi e sul razzismo in Europa.
Alla sua morte Mosse ha devoluto parte del suo patrimonio per l'istituzione di corsi di storia alla Wisconsin-Madison University e alla Hebrew University di Gerusalemme.
L'11 marzo 2015, Rai 3 nella trasmissione Il tempo e la storia prodotta da Rai Cultura, ha dedicato una monografia televisiva di 45' sulla vita e le opere dello storico americano, commentata dal suo maggior estimatore ed allievo italiano, lo storico Emilio Gentile.

Il 22 gennaio 2019 sarà Wikiradio di Rai Radio 3, a dedicare a Mosse la trasmissione radiofonica George Mosse raccontato da Emilio Gentile.

## La "liturgia" del nazismo alla base della crisi dell'ideologia tedesca
Le ricerche storiche di Mosse non inclusero solo i "normali" canali di cui si approvvigionava la storiografia moderna: la peculiarità che lo contraddistinse come storico del nazismo riguardò anche l'analisi e lo studio di altre fonti, fonti che riguardavano la retorica, i simboli, la tradizione e i rituali del popolo tedesco. A suo avviso, il nazismo inventò "una liturgia" che avendo diversi paralleli con il cristianesimo, cercava di sostituirsi a esso. Lo storico spiega: una nazionalizzazione delle masse in cui esiste "un pensiero comune" che viene prima di ogni volontà individuale e che annichilendo il proprio io, privilegia "la patria", la propria nazione con cui si sente un tutt’uno [Mosse aveva "provato" di persona questo "coinvolgimento" quando aveva quattordici anni e partecipò ad un raduno di Hitler a Berlino, e dove anche lui, ebreo, aveva gridato: morte agli ebreiǃ]. «Una isteria collettiva», ricorda lo storico in una intervista, che non può essere capita guardando i documentari, ma si deve provare di persona, «l'isteria collettiva e i movimenti della folla ti prendevano come per mano, e tu eri come portato via. Vi erano migliaia di persone e tutte facevano la medesima cosa, dicevano le stesse parole [...] per cui venivi come trascinato». "Un clima" che Mosse ora, da adulto e ricercatore storico, attribuisce ad una "liturgia" preordinata e ben precisa esistente in Germania negli anni trenta: nelle strade, nelle piazze e negli stadi, secondo Mosse, il nazismo «celebrava i propri riti», un «culto nazionale» in cui si riconoscevano milioni di tedeschi, vi erano «mescolati in un sapiente dosaggio elementi architettonici e scenografici, musicali e mistici, ricordi di saghe popolari, vestigia di sacre rappresentazioni medievali», riti a cui la maggioranza della popolazione tedesca partecipava, dicono i testimoni di quel tempo, «con un'adesione profonda, quasi prigioniera di un incantesimo» e in cui "il regista" era il Ministro della Propaganda Joseph Goebbels e "lo scenografo", l'architetto del Reich Albert Speer. Ma secondo Mosse, Hitler, Goebbels e Speer non inventarono niente, perfezionarono «solo gli elementi di una liturgia di un culto, quello della nazione, che si erano andati stratificando lungo oltre un secolo di storia tedesca. Un culto che aveva consentito la progressiva trasformazione delle folle in masse, la loro promozione cioè da oggetti passivi in soggetti in un certo qual modo partecipi alle vicende politiche del proprio paese». Una "nuova politica" che si muoveva sotto l'influsso di ideali estetici e che faceva appello ad un retaggio di miti e tradizioni del passato e ricordi storici che si supponeva che il popolo tedesco conoscesse bene e in cui si identificava. Il nazismo sfruttò, secondo Mosse, tali rituali: «i cortei costellati di bandiere ed insegne, le fiaccolate, i fuochi sacri, gli spettacoli teatrali edificanti» ma anche elementi presi a prestito dal culto cristiano: «il rintocco delle campane sostituito dagli squilli di tromba» ai raduni dei nazisti; "il credo" formula di professione di fede per alcune chiese che diventa una dichiarazione di fedeltà incondizionata al nazismo e al proprio Führer; la stessa preghiera e la benedizione che vengono sostituite dalle «invocazioni dello spirito nazionale o dei progenitori della razza». Un rituale collettivo tanto forte e tanto percepito dal singolo, che alla fine  "sacrifica" alla Patria anche la propria individualità.

## Opere
In italiano
- Le origini culturali del Terzo Reich, traduzione di Francesco Saba Sardi, n. 22, Biblioteca di Storia, Milano, Il Saggiatore, 1968, SBN UPG0012277.  La cultura, n. 898, Il Saggiatore, 2015, ISBN 978-88-428-2071-0.
- La nazionalizzazione delle masse. Simbolismo politico e movimenti di massa in Germania (1812-1933), traduzione di Livia De Felice, Nuova collana storica, n. 50, Bologna, Il Mulino, 1975; 2012, ISBN 978-88-15-13124-9, SBN IEI0076970.
- Intervista sul nazismo, traduzione di Giovanni Ferrara degli Uberti, a cura di Michael A. Ledeen, Saggi tascabili, n. 35, Bari-Roma, Laterza, 1977, SBN RLZ0313278.  Oscar Bestsellers Saggi Mondadori, n. 66, 1992, ISBN 88-04-36542-0.
- L'Uomo e le masse nelle ideologie nazionaliste, traduzione di P. Negri, Storia e Società, Bari-Roma, Laterza, 1982, SBN RAV0087576.
- Sessualità e Nazionalismo. Mentalità borghese e rispettabilità, traduzione di A. Zorzi, Storia e Società, Bari-Roma, Laterza, 1984, SBN CFI0084933.
- La cultura dell'Europa Occidentale (nell'Ottocento e nel Novecento), traduzione di Savino D'Amico, Saggi, Milano, Mondadori, 1986, SBN CFI0022275.
- Il dialogo ebraico-tedesco. Da Goethe a Hitler, traduzione di Daniel Vogelmann, Schulim Vogelmann, n. 20, Firenze, Giuntina, 1988, SBN CFI0140792.
- Le guerre mondiali. Dalla tragedia al mito dei caduti, traduzione di Giovanni Ferrara degli Uberti, Storia e Società, Bari-Roma, Laterza, 1990, ISBN 978-88-420-6565-4.
- Helmut G. Koenigsberger, George L. Mosse e Gerard Q. Bowler, L'Europa del Cinquecento, traduzione di M.T.  Grendi, Storia e Società, Roma, Laterza, 1969; 1974; 1990, ISBN 88-420-3540-8, SBN SBL0599207.
- Il razzismo in Europa. Dalle origini all'Olocausto, traduzione di Livia De Felice, Biblioteca Universale, n. 139, Bari-Roma, Laterza, 1992; 2003, ISBN 88-420-2596-8, ISBN 88-420-5401-1.
- Ebrei in Germania fra assimilazione e antisemitismo, traduzione di P. Buscaglione Candela e C. Candela, Schulim Vogelmann, n. 26, Firenze, Giuntina, 1995, ISBN 88-85943-56-X.
- Il fascismo. Verso una teoria generale, traduzione di P. Negri, Il nocciolo, n. 24, Bari-Roma, Laterza, 1996, ISBN 88-420-4903-4.
- L'immagine dell'uomo. Lo stereotipo maschile nell'epoca moderna, traduzione di E. Basaglia, Saggi, n. 813, Torino, Einaudi, 1997, ISBN 88-06-14162-7.
- La nazione, le masse e la "nuova politica", con un saggio di Giuseppe Galasso su G.L. Mosse, I dialoghi, Roma, Di Renzo, 1999, ISBN 88-8323-009-4.
- Di fronte alla storia, traduzione di Giovanni Ferrara degli Uberti, premessa di Emilio Gentile, prefazione di Walter Laqueur, Storia e Società, Roma, Laterza, 2004, ISBN 88-420-6812-8.
- Intervista su Aldo Moro, a cura di Alfonso Alfonsi, prefazione di Renato Moro, nota critica di Donatello Aramini, Saggi, n. 354, Soveria Mannelli, Rubbettino, 2015, ISBN 978-88-498-4542-6.